# František Vetešník
František Matějovič Vetešník (1. listopadu 1784 Jizerní Vtelno – 19. ledna 1850 Sobotka) byl český římskokatolický kněz litoměřické diecéze, děkan v Sobotce, národní buditel a obrozenec, autor básní a povídek, překladatel, člen Matice české a Muzea království Českého.

## Životopisné údaje
Rodák z Jizerního Vtelna byl na kněze vysvěcen v roce 1808. Jako kaplan působil od roku 1808 v Mcelích. Jako farář po odchodu z Mcel až do roku 1819 působil v Dolním Bousově. Od roku 1819 byl farářem v Markvarticích. V roce 1838 byl ustanoven děkanem v Sobotce.

## Buditelská činnost
V mládí přilnul s láskou k mateřskému jazyku a pracoval všemožně pro vzkříšení a zvelebení českého jazyka a literatury. Překládal z ruštiny, polštiny, němčiny, francouzštiny, angličtiny. Psal básně a články do časopisů pro katolické duchovenstvo. Byl rusofilem s marnou důvěrou a nadějí na pomoc z východu.
Kromě jazykovědy (jazykozpytu), zabýval se historií, rodopisem a místopisem.
Pilně a nezištně spolupracoval s Josefem Jungmannem na Českoněmeckém slovníku.
Setkával se kromě Jungmanna i s dalšími buditeli – Antonínem Markem farářem v Libuni a jičínským profesorem Františkem Šírem. Setkání se odehrávala nejčastěji na faře v Libuni, kam časem přicházelo mnoho významných obrozeneckých osobností z širokého okolí.
Patřil mezi zakladatele Matice české a Dědictví sv. Jana Nepomuckého.

## Donátor sobotecké knihovny
Jako milovník knih založil již v Markvarticích ve škole pozoruhodnou knihovnu. V době svého působení v Sobotce umístil svou rozsáhlou knihovnu v kostelní věži, kde pak trávil celé dny. Po jeho smrti byla tato knihovna věnována veřejné sobotecké knihovně, která spolu s dalšími knižními dary při sloučení v roce 1897 čítala 1718 svazků.

## Půlměsíc místo kříže

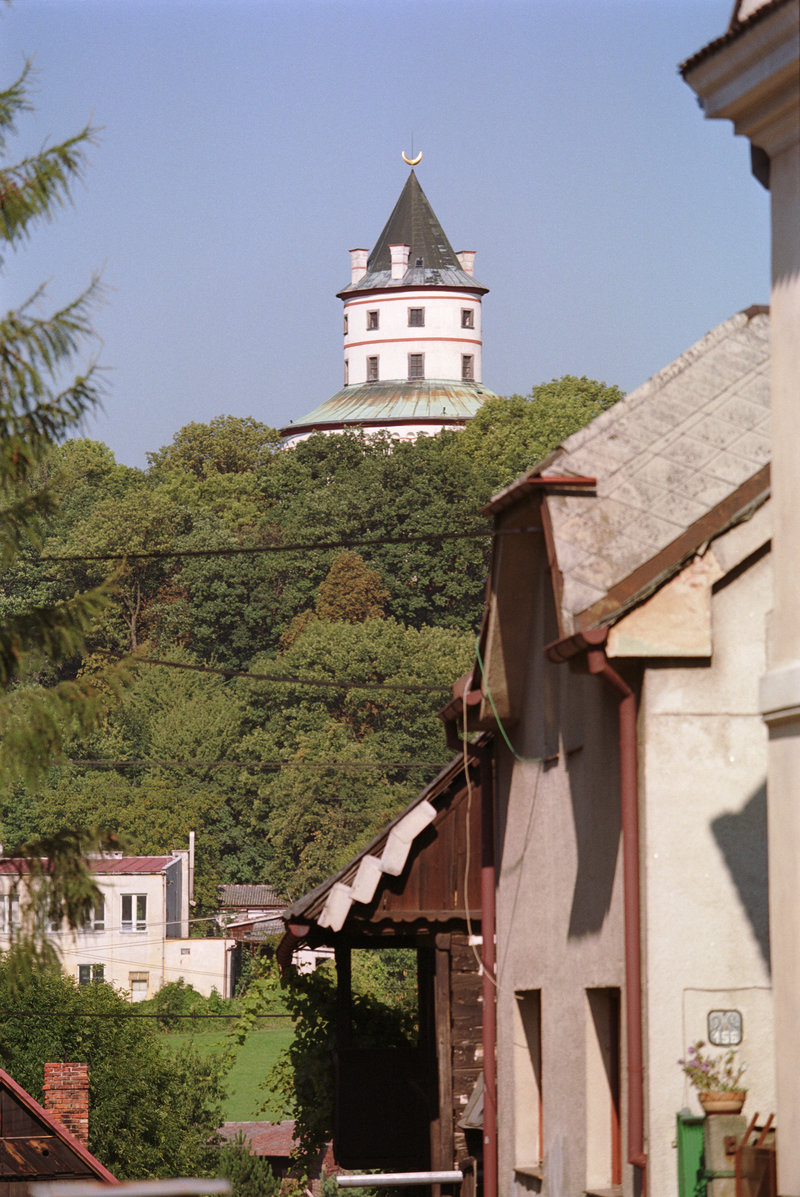
Humprecht

Na věži zámečku Humprecht u Sobotky je umístěn půlměsíc. S nápadem dát na věž zámečku Humprecht půlměsíc přišel katolický děkan František Matějovič Vetešník. Do té doby byl na špici zámku dvouramenný železný kříž. V roce 1829 během oprav střechy požádal Vetešník tehdejšího majitele panství, aby kříž na paměť diplomatických úspěchů Černínů nad Turky nahradil tureckým půlměsícem. A tento nápad byl realizován.

## Dílo
Psal příležitostné básně, vlasteneckou a reflexní lyriku. Napsal rozvleklou baladu Hněvsa z Stránova o střetu raného křesťanství s pohanstvím.
Přízvučně a rýmovaně přeložil 18. údu II. knihy Horatiovy; dále slova „columnas ultima recisas Africa” v Puchmajerově duchu: „náčin z růženého Fernambuku”.
Jeho rukopisy (poezie, poznámky, výpisky) z let 1811-1848, spolu s korespondencí s Josefem Jungmannem, Antonínem Markem, Františkem Šírem a dalšími jsou deponovány v Památníku národního písemnictví, ve Státním okresním archivu v Jičíně a v Děkanském úřadě v Sobotce.